# مايكل بيرسون (مؤلف)
مايكل بيرسون (بالإنجليزية: Michael Pearson)‏ (18 يونيو 1949)؛ أستاذ جامعي وروائي أمريكي.